# أدريان ميلز
أدريان ميلز (بالإنجليزية: Adrian Mills)‏ هو مذيع بريطاني، ولد في 16 يوليو 1956.

## وصلات خارجية
- أدريان ميلز على موقع IMDb (الإنجليزية)
- أدريان ميلز على موقع قاعدة بيانات الفيلم (الإنجليزية)